# Artapalo
Artapalo és el nom d'un col·lectiu que s'encarregà de la direcció d'ETA entre els anys 1986 a 1992, que en els seus inicis va tenir les morts de la dissident Dolores González Katarain («Yoyes») i l'accidental de Txomin Iturbe Abasolo («Txomin»). Va ser dirigida per Francisco Mujika Garmendia («Pakito»), José Luis Álvarez Santacristina («Txelis») i José María Arregi Erostarbe («Fiti») i José Javier Zabaleta Elósegi («Baldo»), caracteritzats per un canvi d'estratègia amb accions més indiscriminades.

## Història
El novembre de 1986 l'advocat Jorge Argote es va entrevistar a Algèria amb Txomin, i l'any següent es van iniciar contactes entre Julián Sancristóbal, Manuel Ballesteros i Pedro Martínez per part del govern espanyol, i Txomin, fins a la seva mort accidental, i més tard per Antxon, però van fracassar. Entre les accions més sonades hi ha l'atemptat de l'Hipercor a Barcelona el 19 de juny de 1987, la caserna de la Guàrdia Civil de Saragossa l'11 de desembre de 1987 i la de Vic el 29 de maig de 1991.
El 1989 fracassen les negociacions entre l'organització, representada per Antxon, Belén González Peñalba («Carmen») i Ignacio Arakama Mendia («Makario») i l'Estat Espanyol representat per Rafael Vera i Juan Manuel Eguiagaray després de l'atemptat a la caserna de la guàrdia civil de Saragossa. Els membres d'ETA són enviats a Santo Domingo. La captura de Josu Urrutikoetxea («Josu Ternera»), el 1989, i «Baldo», el 1990, va convertir a «Pakito» en el principal dirigent d'ETA a finals d'any.
De l'època d'Artapalo són l'atemptat amb bomba en els aparcaments de l'hipermercat Hipercor de Barcelona, l'intent d'alliberament de cinc militants d'ETA de la presó de Sevilla-2 per mitjà d'un fals helicòpter de la Creu Roja (frustrat per la policia espanyola el 2 de gener de 1990), l'organització del comando itinerant format per bascos del nord, desarticulat a l'abril del mateix any i l'Atemptat de Vic de 1991
Va ser desarticulat a Bidart el 29 de març de 1992.